# بال سيمون
بال سيمون (بالمجرية: Simon Pál)‏ هو منافس ألعاب قوى مجري، ولد في 31 ديسمبر 1881 في بودابست في المجر، وتوفي بنفس المكان في 25 فبراير 1922.

## وصلات خارجية
- بال سيمون على موقع اللجنة الأولمبية الدولية (الإنجليزية)
- بال سيمون على موقع أوليمبيديا (الإنجليزية)
- بال سيمون على موقع اللجنة الأولمبية المجرية (الهنغارية)